# マイケル・ビスピン
- マイケル・ビスピング

マイケル・ビスピン（Michael Bisping、1979年2月28日 - ）は、イギリスのスポーツアナリスト、解説者、俳優、元総合格闘家。キプロス・ニコシア出身。アメリカ合衆国カリフォルニア州在住。元UFC世界ミドル級王者。The Ultimate Fighter 3優勝。UFC殿堂入り。イギリス人史上初のUFC世界王者。マイケル・ビスピングとも表記される。
黎明期のイギリス総合格闘技界の発展に大きく寄与した人物で、総合格闘技のメジャー団体「UFC」の第一線で長きに渡って活躍。UFC 78でイギリス人として初めてUFCのメインインベントで試合を行い、2016年にはイギリス人史上初となるUFC世界王座を獲得した。現役時代はトラッシュトーカーとして知られ、イギリスのみならずアメリカでも人気を博し、引退後には総合格闘技に多大な貢献をした人物に贈られるUFC殿堂入りを果たした。

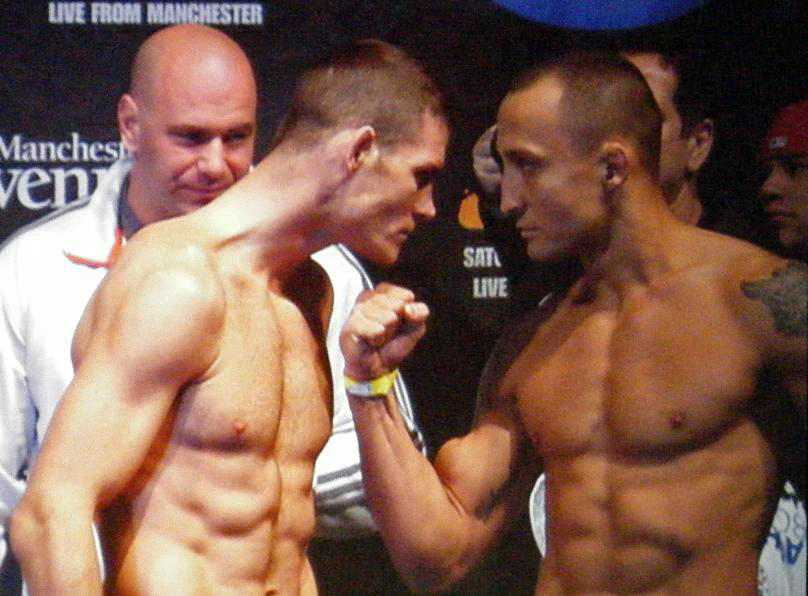
2009年、UFC 105の前日計量にて、デニス・カーン(右)とステアダウンを行うビスピン(左)

## 来歴
イギリス軍人の父親とアイルランド人の母親の間に、キプロスのニコシアにあるイギリス軍基地で生まれ、その後イギリスのランカシャーへ移住した。父方の祖父はポーランド人の貴族だったが、1939年にポーランド侵攻が勃発したことでイギリスに亡命した。
8歳から古流柔術のトレーニングを始め、1994年、15歳の時にアマチュア総合格闘技の試合に出場した。18歳の時にボクシング、キックボクシング、空手のトレーニングを始め、キックボクシングではイギリス王者となったが、仕事を優先するために格闘技に専念するのを断念せざるを得なくなり、工場、解体会社、家具職人、郵便配達員、左官、販売員など様々な職を経験した。
2003年にプロ総合格闘家となる事を決意し、2004年4月にプロ総合格闘技デビュー。

### Cage Rage
2004年7月10日、Cage Rage 7でCage Rageライトヘビー級王者マーク・エプスタインに挑戦し、KO勝ちを収め王座獲得に成功した。
2004年11月27日、Cage Rage 9のCage Rageライトヘビー級タイトルマッチでマーク・エプスタインと再戦し、KO勝ちを収め王座の初防衛に成功した。
2005年9月、マネージメント上の問題によりCage Rageライトヘビー級王座を剥奪された。

### The Ultimate Fighter
2006年にUFCの登竜門的番組「The Ultimate Fighter 3」にティト・オーティズ率いるチーム・オーティズのライトヘビー級選手として出場。6月24日のライトヘビー級トーナメント決勝でジョシュ・ヘインズを破り優勝を果たした。

### UFC
2006年12月30日、UFC本戦初出場となったUFC 66でエリック・シェイファーと対戦し、パウンドでTKO勝ち。
2007年4月21日、UFC 70でエルヴィス・シノシックと対戦し、パウンドで2RTKO勝ち。ファイト・オブ・ザ・ナイトを受賞した。デビュー以来、13戦無敗で全試合KOまたは一本勝ちとなった。
2007年9月8日、UFC 75でマット・ハミルと対戦。全体として劣勢に立たされながらも、2-1の判定勝ち。キャリア初の判定での決着となった。
2007年11月17日、UFC 78のメインイベントでラシャド・エヴァンスと対戦し、1-2で判定負け。総合格闘技キャリア初の敗北を喫し、無敗記録が14連勝で止まった。この試合に出場した事で初めてUFCのメインイベントで試合を行ったイギリス人となった。
2008年4月19日、ミドル級転向初戦となったUFC 83でチャールズ・マッカーシーと対戦し、1R終了時にマッカーシーの腕の負傷によるTKO勝ち。同年10月18日、UFC 89でクリス・リーベンに3-0の判定勝ちを収めた。
2009年にはThe Ultimate Fighter: United States vs. United KingdomでチームUKのヘッドコーチを務めた。7月11日のUFC 100ではチームUSのヘッドコーチであったダン・ヘンダーソンと対戦し、2Rに右フックでダウンを奪われたところに飛び込みながらのパウンドで追撃され、自身初のKO負けを喫した。
2009年11月14日、UFC 105でデニス・カーンと対戦。1Rは劣勢となるも、2R終盤にパウンドでTKO勝ち。ファイト・オブ・ザ・ナイトを受賞した。
2010年2月20日、UFC 110でヴァンダレイ・シウバと対戦。テイクダウンを奪い、グラウンドで優勢となる場面があったものの、試合終了直前に右フックでダウンを奪われ、0-3の判定負けを喫した。
2010年10月16日、UFC 120のメインイベントで秋山成勲と対戦し、3-0の判定勝ち。ファイト・オブ・ザ・ナイトを受賞した。
2011年2月27日、UFC 127でホルヘ・リベラと対戦し、スタンドパンチ連打で2RTKO勝ち。試合前からリベラ陣営と互いに舌戦を繰り広げていたため、試合後にリベラのセコンドに向かって唾吐き、リベラ本人には「敗者は家に帰れ」と罵った。その後、ビスピンはオクタゴンの勝利者インタビューで直ちに謝罪するも、後日に唾を吐いたことに対して懲戒処分と罰金を科せられた。
2011年12月3日、The Ultimate Fighter 14 Finaleでジェイソン・"メイヘム"・ミラーとコーチ対決を行い、3Rにボディへの膝蹴りでダウンを奪い、パウンドでTKO勝ちを収めた。
2012年1月28日、UFC on FOX 2のミドル級王座挑戦者決定戦でチェール・ソネンと対戦し、善戦したものの、0-3の判定負けを喫した。同年9月22日、UFC 152でブライアン・スタンと対戦し、3-0の判定勝ち。
2013年1月19日、 UFC on FX 7でビクトー・ベウフォートと対戦し、2Rに左ハイキックでダウンを奪われ、パウンドでTKO負けを喫した。この試合でビスピンは右目が網膜剥離になったが、ビスピンは現役を続けられなくなると思い医師の診察を受けなかった。
2013年4月27日、UFC 159でミドル級ランキング10位のアラン・ベルチャーと対戦。終始打撃で圧倒するも、ビスピンの指がベルチャーの目に入り試合が続行できなくなったため、指が目に入った時点までの負傷判定での決着となり、3-0の判定勝ちを収めた。
2013年10月26日のUFC Fight Night 30でマーク・ムニョスと対戦予定であったが、網膜剥離のため欠場して手術を受けた。
2014年4月16日、1年ぶりの復帰戦となったUFC Fight Night: Bisping vs. Kennedyでミドル級ランキング8位のティム・ケネディと対戦し、0-3の判定負けを喫した。
2014年8月23日、UFC Fight Night: Bisping vs. Leでカン・リーと対戦し、パウンドで4RTKO勝ち。パフォーマンス・オブ・ザ・ナイトを受賞した。
2014年11月8日、UFC Fight Night: Rockhold vs. Bispingでミドル級ランキング5位のルーク・ロックホールドと対戦し、マウントからのギロチンチョークで2R一本負け。
2015年4月25日、UFC 186でミドル級ランキング11位のCB・ダラウェイと対戦し、3-0の判定勝ち。
2015年7月18日、UFC Fight Night: Bisping vs. Leitesでミドル級ランキング10位のターレス・レイチと対戦し、2-1の判定勝ち。
2016年2月27日、UFC Fight Night: Silva vs. Bispingでミドル級ランキング5位のアンデウソン・シウバと対戦し、3-0の判定勝ち。ファイト・オブ・ザ・ナイトを受賞した。

#### UFC世界王座獲得
2016年6月4日、UFC 199のUFC世界ミドル級タイトルマッチを負傷欠場したクリス・ワイドマンの代役として、大会17日前の試合オファーを受けて王者ルーク・ロックホールドに挑戦。試合前の予想では圧倒的不利と見られていたが、1R中盤に左フックでダウンを奪い、立ち上がったロックホールドに追い討ちの左フックで再びダウンを奪って、追撃のパウンドで1RKO勝ちを収め、パフォーマンス・オブ・ザ・ナイトを受賞。約1年半越しのリベンジを果たし、王座獲得に成功した。UFC参戦10年目にして、イギリス人初のUFC世界王者となった。
2016年10月8日、UFC 204のUFC世界ミドル級タイトルマッチでミドル級ランキング13位の挑戦者ダン・ヘンダーソンと再戦。1Rに右フックでダウンを奪われストップ寸前まで追い詰められ、2Rにも右フックでダウンを奪われるが、その後は手数と有効打で盛り返し、3-0の5R判定勝ち。約7年越しのリベンジを果たし、王座の初防衛に成功。ファイト・オブ・ザ・ナイトを受賞した。
2017年11月4日、UFC 217のUFC世界ミドル級タイトルマッチで挑戦者のジョルジュ・サンピエールと対戦。3Rに左フックでダウンを奪われ、リアネイキドチョークで見込み一本負けを喫し王座陥落した。
2017年11月25日、王座陥落から僅か21日後の再起戦となったUFC Fight Night: Bisping vs. Gastelumで同大会を欠場したアンデウソン・シウバの代役としてミドル級ランキング9位のケルヴィン・ガステラムと対戦し、1R中盤に左フックでダウンを奪われ、パウンドでKO負け。
2018年5月28日、現役引退を表明。引退の理由をケルヴィン・ガステラム戦で目を負傷したためと語った。
引退後は、俳優やUFCの解説やコメンテーターとして活動している。2018年にDana White's Contender Seriesで解説者を務めた後に、2019年2月のUFC Fight Night: Assunção vs. Moraes 2で初めてUFC本戦の解説者を務め、2020年7月のUFC 251で初めてPPVの解説者を務めた。

## ファイトスタイル
古流柔術とキックボクシングをベースに持ち、打撃とテイクダウンを組み合わせた攻防を得意としていたが、キャリア晩年はスタンド主体のスタイルにチェンジし、左のパンチを武器に、ルーク・ロックホールドやアンデウソン・シウバからも左のパンチでダウンを奪っている。スタミナも豊富であり、5Rマッチでも手数を休めることなく闘い抜くことができる。

## 人物・エピソード
- 2013年のビクトー・ベウフォート戦で右目が網膜剥離になったが、ビスピンが現役を続けられなくと思いすぐに医師の診断を受けなかったこともあり、その後、何度か手術を受けたが視力がかなり落ちていたことを明かしている。網膜剥離の影響で斜視となっていたが、引退後、俳優業で支障をきたすようになったためコンタクトレンズ型の特殊な義眼レンズを装着するようになった[15][16]。
- 祖父がポーランドの貴族であったことから「ザ・カウント」というニックネームを持つが[17]、ビスピン自体は毒舌家でマナーが悪く、アメリカではヒール的なキャラで知られる[18]。
- オーストラリア人の女性と結婚しており、妻と3人の子供と共にアメリカ合衆国カリフォルニア州に移住している。長男のカラム・ビスピンはサンフランシスコ州立大学のレスリング部に所属し、NCAAディビジョン2で活躍している。
- UFCのミドル級最多出場記録「24」を保持し、同じくミドル級の最多勝利記録「16」も保持する。

## 戦績

### 総合格闘技
| 総合格闘技 戦績 | 総合格闘技 戦績 | 総合格闘技 戦績 | 総合格闘技 戦績 | 総合格闘技 戦績 | 総合格闘技 戦績 | 総合格闘技 戦績 |
| --------------- | --------------- | --------------- | --------------- | --------------- | --------------- | --------------- |
| 39 試合         | (T)KO           | 一本            | 判定            | その他          | 引き分け        | 無効試合        |
| 30 勝           | 16              | 4               | 10              | 0               | 0               | 0               |
| 9 敗            | 3               | 2               | 4               | 0               | 0               | 0               |

| 勝敗 | 対戦相手                       | 試合結果                             | 大会名                                                                       | 開催年月日     |
| ×    | ケルヴィン・ガステラム         | 1R 2:30 KO（左フック→パウンド）      | UFC Fight Night: Bisping vs. Gastelum                                        | 2017年11月25日 |
| ×    | ジョルジュ・サンピエール       | 3R 4:23 リアネイキドチョーク         | UFC 217: Bisping vs. St-Pierre 【UFC世界ミドル級タイトルマッチ】             | 2017年11月4日  |
| ○    | ダン・ヘンダーソン             | 5分5R終了 判定3-0                    | UFC 204: Bisping vs. Henderson 2 【UFC世界ミドル級タイトルマッチ】           | 2016年10月8日  |
| ○    | ルーク・ロックホールド         | 1R 3:36 KO（左フック→パウンド）      | UFC 199: Rockhold vs. Bisping 2 【UFC世界ミドル級タイトルマッチ】            | 2016年6月4日   |
| ○    | アンデウソン・シウバ           | 5分5R終了 判定3-0                    | UFC Fight Night: Silva vs. Bisping                                           | 2016年2月27日  |
| ○    | ターレス・レイチ               | 5分5R終了 判定2-1                    | UFC Fight Night: Bisping vs. Leites                                          | 2015年7月18日  |
| ○    | CB・ダラウェイ                 | 5分3R終了 判定3-0                    | UFC 186: Johnson vs. Horiguchi                                               | 2015年4月25日  |
| ×    | ルーク・ロックホールド         | 2R 0:57 ギロチンチョーク             | UFC Fight Night: Rockhold vs. Bisping                                        | 2014年11月8日  |
| ○    | カン・リー                     | 4R 0:57 TKO（膝蹴り→パウンド）       | UFC Fight Night: Bisping vs. Le                                              | 2014年8月23日  |
| ×    | ティム・ケネディ               | 5分5R終了 判定0-3                    | UFC Fight Night: Bisping vs. Kennedy                                         | 2014年4月16日  |
| ○    | アラン・ベルチャー             | 3R 4:31 負傷判定3-0                  | UFC 159: Jones vs. Sonnen                                                    | 2013年4月27日  |
| ×    | ビクトー・ベウフォート         | 2R 1:27 TKO（左ハイキック→パウンド） | UFC on FX 7: Belfort vs. Bisping                                             | 2013年1月19日  |
| ○    | ブライアン・スタン             | 5分3R終了 判定3-0                    | UFC 152: Jones vs. Belfort                                                   | 2012年9月22日  |
| ×    | チェール・ソネン               | 5分3R終了 判定0-3                    | UFC on FOX 2: Evans vs. Davis                                                | 2012年1月28日  |
| ○    | ジェイソン・"メイヘム"・ミラー | 3R 3:34 TKO（パウンド）              | The Ultimate Fighter 14 Finale                                               | 2011年12月3日  |
| ○    | ホルヘ・リベラ                 | 2R 1:54 TKO（スタンドパンチ連打）    | UFC 127: Penn vs. Fitch                                                      | 2011年2月27日  |
| ○    | 秋山成勲                       | 5分3R終了 判定3-0                    | UFC 120: Bisping vs. Akiyama                                                 | 2010年10月16日 |
| ○    | ダン・ミラー                   | 5分3R終了 判定3-0                    | UFC 114: Rampage vs. Evans                                                   | 2010年5月29日  |
| ×    | ヴァンダレイ・シウバ           | 5分3R終了 判定0-3                    | UFC 110: Nogueira vs. Velasquez                                              | 2010年2月20日  |
| ○    | デニス・カーン                 | 2R 4:24 TKO（パウンド）              | UFC 105: Couture vs. Vera                                                    | 2009年11月14日 |
| ×    | ダン・ヘンダーソン             | 2R 3:20 KO（右フック）               | UFC 100                                                                      | 2009年7月11日  |
| ○    | クリス・リーベン               | 5分3R終了 判定3-0                    | UFC 89: Bisping vs. Leben                                                    | 2008年10月18日 |
| ○    | ジェイソン・デイ               | 1R 3:42 TKO（パウンド）              | UFC 85: Bedlam                                                               | 2008年6月7日   |
| ○    | チャールズ・マッカーシー       | 1R終了時 TKO（腕の負傷）             | UFC 83: Serra vs. St-Pierre 2                                                | 2008年4月19日  |
| ×    | ラシャド・エヴァンス           | 5分3R終了 判定1-2                    | UFC 78: Validation                                                           | 2007年11月17日 |
| ○    | マット・ハミル                 | 5分3R終了 判定2-1                    | UFC 75: Champion vs. Champion                                                | 2007年9月8日   |
| ○    | エルヴィス・シノシック         | 2R 1:40 TKO（パウンド）              | UFC 70: Nations Collide                                                      | 2007年4月21日  |
| ○    | エリック・シェイファー         | 1R 4:24 TKO（パウンド）              | UFC 66: Liddell vs. Ortiz 2                                                  | 2006年12月30日 |
| ○    | ジョシュ・ヘインズ             | 2R 4:14 TKO（パウンド）              | The Ultimate Fighter 3 Finale 【ライトヘビー級トーナメント 決勝】            | 2006年6月24日  |
| ○    | ロス・ポイントン               | 1R 2:00 腕ひしぎ十字固め             | Cage Warriors: Strike Force 4 【CWFCライトヘビー級タイトルマッチ】           | 2005年11月26日 |
| ○    | ジェイコブ・ロブスタッド       | 1R 1:10 ギブアップ（パウンド）       | Cage Warriors: Strike Force 3 【CWFCライトヘビー級タイトルマッチ】           | 2005年10月1日  |
| ○    | ミーカ・メメット               | 1R 3:01 TKO（タオル投入）            | Cage Warriors: Strike Force 2 【CWFCライトヘビー級タイトルマッチ】           | 2005年7月16日  |
| ○    | アレックス・クック             | 1R 3:21 チョークスリーパー           | FX3: Xplosion 【FX3ライトヘビー級王座決定戦】                                | 2005年6月18日  |
| ○    | デイブ・ラドフォード           | 1R 2:46 TKO                          | Cage Warriors: Ultimate Force 【CWFCライトヘビー級王座決定戦】               | 2005年4月30日  |
| ○    | マーク・エプスタイン           | 3R 4:43 KO（パンチ）                 | Cage Rage 9: No Mercy 【Cage Rage世界ライトヘビー級タイトルマッチ】          | 2004年11月27日 |
| ○    | アンディ・ブリッジ             | 1R 0:45 KO                           | Pride & Glory 3: Glory Days                                                  | 2004年8月7日   |
| ○    | マーク・エプスタイン           | 2R 1:27 TKO（パンチ連打）            | Cage Rage 7: Battle of Britain 【Cage Rage世界ライトヘビー級タイトルマッチ】 | 2004年7月10日  |
| ○    | ジョン・ウィアー               | 1R 0:50 TKO（パンチ連打）            | UKMMAC 7: Rage & Fury                                                        | 2004年5月30日  |
| ○    | スティーブ・マシューズ         | 1R 0:38 腕ひしぎ十字固め             | Pride & Glory 2: Battle of the Ages                                          | 2004年4月10日  |

### 総合格闘技エキシビション
| 勝敗 | 対戦相手                 | 試合結果                | 大会名                 | 開催年月日    |
| ○    | ロス・ポイントン         | 1R 2:12 TKO（パウンド） | The Ultimate Fighter 3 | 2006年2月24日 |
| ○    | クリスチャン・ロザーメル | 1R 4:02 TKO（パウンド） | The Ultimate Fighter 3 | 2006年2月2日  |

### グラップリング
| 勝敗 | 対戦相手         | 試合結果           | 大会名   | 開催年月日    |
| △    | チェール・ソネン | 5分3R終了 時間切れ | UR Fight | 2016年3月20日 |

## 獲得タイトル
- 第2代Cage Rage世界ライトヘビー級王座（2004年）
- 初代CWFCライトヘビー級王座（2005年）
- FX3ライトヘビー級王座（2005年）
- The Ultimate Fighter 3 ライトヘビー級トーナメント 優勝（2006年）
- 第8代UFC世界ミドル級王座（2016年）

## 表彰
- UFC ファイト・オブ・ザ・ナイト（5回）
- UFC パフォーマンス・オブ・ザ・ナイト（2回）
- UFC殿堂入り（2019年）
- World MMA Awards
  - インターナショナル・ファイター・オブ・ザ・イヤー（2008年）
  - インターナショナル・ファイター・オブ・ザ・イヤー（2012年）
  - アップセット・オブ・ザ・イヤー（2016年/ルーク・ロックホールド戦）
  - アナリスト・オブ・ザ・イヤー（2021年）
  - アナリスト・オブ・ザ・イヤー（2022年）

## ペイ・パー・ビュー販売件数
| 開催年月日     | イベント                                                 | 販売件数   | 備考 |
| -------------- | -------------------------------------------------------- | ---------- | ---- |
| 2017年11月4日  | UFC 217: マイケル・ビスピン vs. ジョルジュ・サンピエール | 87万5000件 |      |
| 2016年10月8日  | UFC 204: マイケル・ビスピン vs. ダン・ヘンダーソン 2     | 29万件     |      |
| 2016年6月4日   | UFC 199: ルーク・ロックホールド vs. マイケル・ビスピン 2 | 32万件     |      |
| 2015年11月17日 | UFC 78: ラシャド・エヴァンス vs. マイケル・ビスピン      | 40万件     |      |

## 出演

### 映画
- プラスチック（2014年）
- アノマリイ（2014年）
- トリプルX:再起動（2017年）
- マイ・ネーム・イズ・レニー（2017年）
- ザ・アウトロー（2018年）
- トリプル・スレット（2019年）
- ビスピン（2021年）
- ネバー・バック・ダウン:リヴォルト（2021年）
- ザ・アウトロー 2:パンテラ（2024年）

### ドラマ
- ホリーオークス・レイター（2010年）
- ストライクバック:極秘ミッション（2015年）
- ツインピークス The Return（2017年）
- ダークマター（2017年）
- MACGYVER/マクガイバー（2018年）
- 私立探偵マグナム（2019年）
- ハイパードライブ（2019年）
- ウォリアー（2020年）